# Type 98 Chi-Ho
Il Type 98 Chi-Ho era un prototipo di carro armato medio giapponese sviluppato all'inizio della seconda guerra mondiale dall'Esercito imperiale giapponese. "Chi Ho" indicava che era il quinto (I, Ro, Ha, Ni, Ho... secondo il pangramma Iroha) carro medio (Chi). Vennero completati quattro prototipi, due realizzati nel 1940 e due nel 1941, senza giungere alla produzione di serie.

## Storia e sviluppo
Alla fine degli anni trenta, l'Esercito imperiale era alla ricerca di un successore per il carro medio Type 89 Yi-Go. Lo sperimentale Type 97 Chi-Ni rappresentava una soluzione leggera e a basso costo schierabile in largo numero; di contro, il Type 97 Chi-Ha era considerato il mezzo più efficace secondo i requisiti dei militari. Con lo scoppio della seconda guerra sino-giapponese il 7 luglio 1937, le limitazioni al bilancio in tempo di pace vennero meno e l'esercito scelse di produrre il più costoso "Chi-Ha" come nuovo carro medio Type 97. 
Lo stato maggiore dell'esercito non rinunciò comunque all'idea di un carro medio meno costoso e più leggero. Venne così sviluppato, a partire dal 1939, il "Chi-Ho", del quale vennero prodotti 4 prototipi.

## Tecnica

### Caratteristiche generali

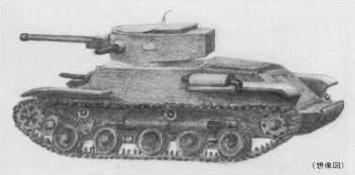
Disegno di un Type 98 Chi-Ho

La torretta ricordava quella in seguito adottata sul Type 97 Shinhoto Chi-Ha, priva di cupola e di mitragliatrice in fuga, armata del cannone da 47 mm Type 1, allora ancora sperimentale, e una mitragliatrice coassiale alla sua sinistra. Lo scafo era dotato di treno di rotolamento su 5 ruote portanti, ammortizzate a bracci oscillanti come altri carri giapponesi, e coda posteriore. 

### Armamento
Grande enfasi era riposta nel cannone da 47 mm ad alta velocità ed alta penetrazione. Sia il "Chi-Ni" che il "Chi-Ha" erano armati con il 57 mm Type 97, con canna corta e velocità alla volata relativamente bassa, ma sufficiente per un carro considerato primariamente da supporto per la fanteria.
Le carenze del Type 97 Chi-Ha, con il suo pezzo da 57 mm, emersero chiaramente nel 1939 durante la battaglia di Khalkhin Gol, quando i cannoni da 45 mm dei carri sovietici BT-5 e BT-7 ebbero la meglio causando pesanti perdite tra i corazzati giapponesi. Questo evento convinse l'Esercito imperiale della necessità di un'arma più potente quando lo sviluppo del nuovo carro era quasi completato. Le nuove direttive richiedevano "per la torretta del futuro carro, anche tenendo conto del cannone da 57 mm, verranno effettuati ulteriori studi sulla potenza di fuoco. Il calibro, comunque, non sarà inferiore a 47 mm. La probabilità di essere coinvolti in battaglie tra carri armati nelle guerre future è qualcosa che dovrebbe essere considerato." Il cannone sperimentale da 47 mm di questo carro armato derivava dalle ricerche del "cannone sperimentale di tipo 97 da 47 mm" e del "cannone sperimentale da 47 mm". Un primo prototipo completo iniziò le prove a giugno 1940 e a settembre venne montato nella torretta di un carro Type 98 Chi-Ho. La stessa torretta venne poi installata sullo scafo di un Type 97 Chi-Ha per essere ulteriormente testata.
L'armamento secondario, costituito da una mitragliatrice Type 1, era installato in una insolita posiziona angolata nella parte anteriore sinistra della torretta, invece della più tradizionale installazione coassiale. La mitragliatrice inoltre era alimentata da caricatori da 20 colpi, che impedivano un fuoco sostenuto.

### Mobilità
Il carro montava un motore Diesel Mitsubishi da 120 hp. Il mezzo incorporava alcune innovazioni rispetto alle varianti Chi-Ha, quali per il sistema di sterzo idraulico, ma per altri aspetti risultava ancora in ritardo rispetto ai mezzi coevi: lo scafo era dotato di coda, comune sui carri della prima guerra mondiale e del primo dopoguerra per favorire il superamento delle trincee, ma che riduceva la mobilità e aumentava l'usura delle sospensioni posteriori. La visibilità sul campo di battaglia era addirittura peggiorata rispetto allo Chi-Ha, a causa dell'assenza della cupola. 
Mitsubishi e Jidosha Kogyo completarono i primi due prototipi nel 1940; gli arsenali di Kokura e di Sagami produssero altri due prototipi l'anno successivo. Dopo le prove sul campo, il carro non venne selezionato per la produzione in serie. L'Esercito Imperiale si era reso conto che erano necessarie ulteriori ricerche e un progetto più avanzato per contrastare i mezzi corazzati alleati degli anni quaranta, come il M4 Sherman. Vennero concepiti nuovi carri, basati sul progetto migliorato del Type 97. Lo sviluppo del primo carro di questa nuova serie, il Type 1 Chi-He, iniziò nel 1941, ma la produzione iniziò solo nel 1943, a causa dell'assegnazione prioritaria dell'acciaio alla Marina imperiale giapponese.